# Agrippina
Agrippina (HWV 6) er en opera seria i tre akter af Georg Friedrich Händel til en libretto af kardinal Vincenzo Grimani. Operaen blev komponeret til karnevalssæsonen 1709-10 i Venedig og fortæller historien om Agrippina, Neros mor, som planlægger at styrte den romerske kejser Claudius og indsætte sin søn i hans sted. Grimanis libretto, der betragtes som en af de bedste, som Händel har sat i musik, er en anti-heroisk, satirisk komedie, der er fuld af henvisninger til Roms politiske liv. Nogle analytikere mener, at de skulle afspejle librettistens rivaliseren med pave Clemens XI.
Händel komponerede Agrippina efter at have gennemført en rejse på tre år til Italien. Den fik premiere i Venedig på Teatro San Giovanni Grisostomo den 26. december 1709 og blev straks en succes. Fra premieren blev den opført 27 på hinanden følgende gange, hvilket ikke tidligere var set, og modtog en god kritik. Kommentatorerne fandt, at musikken var af høj kvalitet; meget af musikken havde Händel lånt – også fra andre komponisters arbejde – og tilpasset det nye værk, som det var skik på den tid. På trods af publikums åbenlyse begejstring for værket, arbejdede Händel ikke for yderligere opførelser. Der fulgte sporadiske opførelser i årene efter premieren, men da Händels operaer var blevet umoderne i midten af det 18. århundrede, gled dette og hans andre musikdramatiske værker ind i almindelig glemsel.
I det 20. århundrede har Händels operaer set begyndelsen til en renæssance, hvilket førte til genopførelser af Agrippina i England og i Amerika, efter at den havde været opført i Tyskland. I de senere år er opførelser af værket blevet mere almindelige; New York State Theater og London Coliseum har fx stået bag innovative opførelser af værket i 2007. Ifølge moderne musikkritikere er Agrippina Händels første operamesterværk: fuld af musikalsk friskhed og nye ideer, som har gjort det til et af komponistens nu mest populære operaer.

## Kontekst

### Baggrund
Händels tidligste operakompositioner i den tyske stil stammer fra hans år i Hamborg i 1704-1706, hvor han blev påvirket af Johann Mattheson. I 1706 rejste han til Italien, hvor han opholdt sig i tre år og lærte den italienske musikstil at kende, samtidig med at han udviklede sit talent for komposition. I begyndelsen opholdt han sig i Firenze, hvor han mødte Alessandro Scarlatti og Domenico Scarlatti, og hvor han komponerede og fik opført sine første italienske operaer. Den første var Rodrigo fra 1707 (med originaltitlen Vincer se stesso è la maggior vittoria (At overvinde sig selv er den største sejr)), i hvilken man dog stadig sporer en væsentlig indflydelse fra den stil, han havde lært hos Mattheson i Hamborg. Operaen blev ikke nogen særlig succes, men kan betragtes som en del af Händels oplæring i den italienske stil og i at komponere musik til italiensk tekst.
Efter Firenze kom Händel til Rom, hvor operaopførelser var blevet forbudt ved et paveligt dekret, som de var det i Napoli. Händel beskæftigede sig derfor med at komponere kantater og oratorier, da der på den tid kun var en relativt lille forskel på genrerne (når der ses bort fra længden), idet de alle byggede på en kombination af secco-recitativer og da capo-arier.
Händels værker fra denne periode omfatter Dixit Dominus og den dramatiske kantate Aci, Galatea e Polifemo, som han skrev i Napoli. Mens Händel havde opholdt sig i Rom, var han blevet introduceret for kardinal Vincenzo Grimani, formentlig gennem Alessandro Scarlatti. Kardinalen var en fremtrædende diplomat, der skrev librettoer i sin fritid, og som fungerede som uofficiel teateragent for de kongelige hoffer i Italien. Han tog Händel under sine vinger og gav ham sin libretto til Agrippina. Man har formodet, at Händel tog denne libretto med sig til Napoli, hvor han komponerede musikken til den. John Mainwaring, der var den første, der skrev en biografi om Händel, mener imidlertid, at Agrippina blev skrevet hurtigt efter Händels ankomst til Venedig i november 1709. Grimani arrangerede det, så operaen kunne opføres i Venedig, på et teater hans familie ejede, Teatro San Giovanni Grisostomo, som en del af karnevallet i 1709-1710. En historie lig den, der bruges i Agrippina har været brugt før, nemlig som emne for Monteverdis opera fra 1642, L'incoronazione di Poppea. Til forskel herfra fokuserer Grimanis libretto imidlertid på Agrippina, der ikke forekommer i Monteverdis noget mørkere udgave af historien. Agrippina var Händels anden italienske opera og formentlig den sidste komposition, han færdiggjorde i Italien.

### Komposition
Ved komponeringen af Agrippina benyttede Händel i udstrakt grad materiale fra sine tidligere oratorier og kantater og fra andre komponister, herunder Reinhard Keiser, Arcangelo Corelli og Jean-Baptiste Lully. At han lånte og tilpassede materiale var almindelig praksis på den tid, men i Agrippinas tilfælde er lånene mere omfattende end i stort set alle komponistens andre betydende dramatiske værker. Ouverturen, som er skrevet i fransk stil, og alle numre på nær fem er baseret på tidligere værker; i mange tilfælde er musikken omskrevet og tilpasset i væsentlig grad.
Som eksempler på genbrugt materiale kan Pallantes "Col raggio placido", der bygger på Lucifers arie fra La resurrezione fra 1708, og "O voi dell' Erebo", som er hentet fra Reinhard Keisers opera Octavia fra 1705, nævnes. Agrippinas arie "Non hò cor che per amarti", der er næsten uændret, stammer fra "Se la morte non vorrà" fra Händels tidligere dramatiske kantate Ero e Leandro fra 1707; Narcissus' "Spererò" er en tilpasning af "Sai perchè" fra en anden kantate fra 1707, nemlig Clori, Tirsi e Fileno, og dele af Nerones arie "Come nube che fugge dal vento" er lånt fra Händels oratorium Il trionfo del tempo, der også er fra 1707. Senere brugte Händel noget af musikken fra Agrippina med få eller ingen ændringer i nogle operaer, han skrev i London: Rinaldo fra 1711 og 1732-udgaven af Acis and Galatea. Den første musik, som publikum i London hørte af Händel, kan have været Agrippinas arie, Non hò che, som indgik i Alessandro Scarlattis opera Pirro è Dimitrio, som blev opført i London den 6. december 1710. Ouverturen til Agrippina og nogle arier fra operaen indgik i nogle pasticher, der blev opført i London i årene 1710-1714. En indflydelse fra "Ti vo' giusta", der var en af de arier, som Händel komponerede særskilt til Agrippina, kan høres i "He was despised" fra Händels Messias fra 1742.
To af de mandlige hovedroller, Nerone og Narciso, blev skrevet for kastratsangere, som var datidens "superstjerner" i italiensk opera. Operaen blev revideret i udstrakt grad før og efter alt at dømme også i løbet af den periode, den var på plakaten. I tredje akt havde Händel eksempelvis indsat duetten "No, no, ch'io non apprezzo" mellem Ottone og Poppea, men da han var utilfreds med musikken, erstattede han duetten med to arier før den første opførelse. Efter premieren udskiftede komponisten Poppeas arie "Ingannata" med "Pur punir chi m'ha ingannata" enten for at understrege Poppeas nyfundne viljestyrke på dette sted i operaen eller, hvad nogle mener er mere sandsynligt, for at give Scarabelli en yderligere mulighed for at fremvise sit sangtalent.
Instrumenteringen svarer til den, Händel har brugt i sine tidligere operaer og består af to fløjter, to oboer, to trompeter, tre violiner, to celloer, bratsch, pauker, kontrafagot og harpe. I sammenligning med London-operaerne er dette en let besætning.

### Libretto
Grimanis libretto indeholder ikke de samme moraliserende elementer som librettoerne til opera seria fra mestre som Metastasio og Zeno. Den velvillige modtagelse, som operaen fik, kan, ifølge kritikeren Donald Jay Grout, skyldes Grimanis arbejde med historiens bedrag og personernes humoristiske eskapader.
Alle hovedpersoner, med Claudios tjener Lesbo som eneste undtagelse, er historiske personer. Librettoen bygger på Tacitus' Annales og Suetons De vitis Caesarum. Nogle har ment, at den komiske, hengivne kejser Claudius skulle være en karikatur af pave Clemens XI, som var Grimanis politiske modstander. Visse aspekter af denne konflikt kan også ses afspejlet i plottet:
Nerone og Ottones rivaliseren svarer til den spanske arvefølgekrig, i hvilken Grimani stod på habsburgernes side, mens paven støttede Frankrig og Spanien.

## Roller
| Rolle                                 | Stemmetype       | Originalbesætning, 26. december 1709 (Dirigent: Ukendt) |
| ------------------------------------- | ---------------- | ------------------------------------------------------- |
| Agrippina (Agrippina den Yngre)       | sopran           | Margherita Durastanti                                   |
| Nerone (Nero)                         | sopran (kastrat) | Valeriano Pellegrini                                    |
| Pallante (Pallas)                     | bas              | Giuseppe Maria Boschi                                   |
| Narciso (Tiberius Claudius Narcissus) | alt (kastrat)    | Giuliano Albertini                                      |
| Lesbo (Lesbus)                        | bas              | Nicola Pasini                                           |
| Ottone (Otho)                         | kontraalt        | Francesca Vanini-Boschi                                 |
| Poppea (Poppaea Sabina                | sopran           | Diamante Maria Scarabelli                               |
| Claudio (Claudius)                    | bas              | Antonio Francesco Carli                                 |
| Giunone (Juno)                        | kontraalt        | ukendt                                                  |

## Synopsis

### Akt I
Da Agrippina hører, at hendes mand, kejser Claudio er død i en storm på havet, forsøger hun at få Nerone, en søn fra et tidligere ægteskab, på tronen. Nerone er ikke umiddelbart begejstret for moderens plan, men indvilger dog ("Con saggio tuo consiglio"). Agrippina sikrer sig derefter støtte fra Pallante og Narciso, der er to frigivne slaver. De hilser Nerone som ny kejser overfor det romerske senat.
Med senatets støtte går kroningsceremonien i gang, men den afbrydes, da Lesbo, Claudios slave, kommer ind. Han bekendtgør, at hans herre er i live ("Allegrezza! Claudio giunge!"), og at han blev reddet fra døden af Ottone, der er befalingsmand i hæren. Ottone bekræfter historien og afslører, at Claudio i taknemmelighed har lovet ham tronen. Agrippina er bestyrtet, indtil Ottone diskret fortæller hende, at han meget hellere vil have den skønne Poppea end tronen. Agrippina, der ved, at også Claudio elsker Poppea, ser nu en ny mulighed for at fremme sine planer for Nero. Hun opsøger Poppea og bilder hende ind, at Ottone har indgået en aftale med Claudio, der går ud på, at Ottone får tronen mod at give Poppea til Claudio. Agrippina foreslår Poppea, at hun skal fortælle kejseren, at Ottone har befalet hende at afvise Claudios tilnærmelser. Agrippina mener, at dette vil få Claudio til at tilbagekalde sit løfte om at give Ottone tronen.
Poppea tror Agrippina. Da Claudio ankommer til Poppeas hus, afslører hun, hvad hun tror er Ottones forræderi. Claudio går i vrede, mens Agrippina kynisk trøster Poppea ved at erklære hende evigt venskab ("Non hò cor che per amarti").

### Akt 2
Pallante og Narciso erkender, at Agrippina har narret dem til at støtte Nerone og beslutter at trække sig. Ottone kommer, og han er nervøs for sin kommende kronning ("Coronato il crin d'allore"). Derefter kommer Agrippina, Nerone og Poppea, der er kommet for at hilse Claudio. De bryder ud i et triumfkor, da Claudio kommer ind ("Di timpani e trombe"). De hylder ham herefter hver især som kejser, men Ottone bliver koldt afvist, idet Claudio afslører ham som forræder. Ottone er ødelagt, men appellerer til Agrippina, Poppea og Nerone, som dog alle afviser ham i vildrede og afmagt ("Otton, qual portenso fulminare", herefter "Vol che udite il mio lamenti").
Poppea røres imidlertid senere af sin tidligere elskedes sorg og spekulerer på, om han kan være uskyldig ("Bella pur nel mio diletto"). Hun udtænker en plan, så hun kan få sandheden at vide. Hun ser ham komme og sætter sig ved en kilde i haven og lader, som om hun sover. Hun lader desuden, som om hun taler i søvne og afslører overfor ham, hvad Agrippina har fortalt ham, at Claudio får Poppea, fordi han har givet afkald på hende til fordel for tronen. Ottone hører hende og fastholder sin uskyld. Han overbeviser Poppea om, at Agrippina har bedraget hende. Poppea sværger hævn ("Ingannata una sol volta"), men distraheres, da Nerone kommer ind og erklærer hende sin kærlighed. I mellemtiden har Agrippina mistet Pallante og Narcisos støtte, men det lykkes hende at overbevise Claudio om, at Ottone stadig forsøger at få fat i tronen. Hun råder ham til at stoppe Ottone en gang for alle ved at abdicere og give tronen til Nerone. Claudio, der længes efter at være sammen med Poppea igen, går ind på planen.

### Akt 3
Poppea gør nu et forsøg på at vende Claudios vrede fra Ottone, som hun nu er blevet forsonet med. Hun skjuler Ottone i sit soveværelse og beder ham lytte opmærksomt. Snart kommer Nerone, som er opsat på at vinde hende ("Coll ardor del tuo bel core"), men hun narrer også ham til at skjule sig. Så kommer Claudio ind; Poppea fortæller ham, at han har misforstået hende. Det var ikke Ottone men Nero, der havde beordret hende til at afvise Claudio. For at bevise det, beder hun Claudio lade, som om han går, hvorefter hun tilkalder Nerone, som genoptager sit passionerede kurmageri til Poppea, da han tror, at Claudio er gået. Da Claudio pludselig dukker op igen, sender han vredt den angergivne Nerone bort. Efter at Claudio er gået, får Poppea Ottone ud af skulet, hvorefter de udtrykker deres kærlighed til hinanden.
På paladset fortæller Nerone Agrippina om sit besvær og beslutter at opgive kærligheden til fordel for politik ("Come nubbe che fugge dal vento"). Men Pallante og Narciso har nu afsløret Agrippinas oprindelige plan overfor Claudio, så da Agrippina tilskynder kejseren til at give tronen til Nerone, beskylder han hende for bedrag. Hun erklærer da, at hendes forsøg på at sikre Nerone tronen blot har været en list, der i virkeligheden skulle sikre Claudios forbliven på tronen ("Se vuoi pace"). Claudio tror hende, men da Poppea, Ottone og Nerone kommer, bekendtgør Claudio ikke desto mindre, at Nerone og Poppea skal gifte sig, og at Ottone får tronen. Der er ingen, der er tilfredse med den løsning, da alles ønsker har ændret sig, så i en ånd af forsoning giver han Poppea til Ottone og tronen til Nerone. Han påkalder da Juno, som stiger ned og giver alle sin velsignelse ("V'accendano le tede i raggi delle stelle").

## Modtagelse og opførelseshistorie

### Uropførelse
Datoen for Agrippinas uropførelse, om hvilken der hersker nogen tvivl, er ud fra et håndskrevet nyhedsbrev blevet fastslået til den 26. december 1709. Rollerne var besat med nogle af Norditaliens bedste sangere på den tid, herunder Antonio Francesco Carli i hovedrollen for bas, Margherita Durastanti, som ikke længe før havde sunget rollen som Maria Magdalena i Händels La resurrezione og Diamante Maria Scarabelli, hvis succes i Bologna i 1697 i Perseo havde ført til fremkomsten af et bind med hyldestvers med titlen La miniera del Diamante.
Agrippina blev enormt populær og etablerede Händel som en internationalt anerkendt komponist. Den spillede 27 gange, hvilket var helt ekstraordinært på den tid. I en biografi om Händel skriver John Mainwaring: "The theatre at almost every pause resounded with shouts of Viva il caro Sassone! ('Long live the beloved Saxon!') They were thunderstruck with the grandeur and sublimity of his style, for they had never known till then all the powers of harmony and modulation so closely arranged and forcibly combined." Mange andre har dokumenteret, at værket blev ualmindeligt vel modtaget. Mellem 1713 og 1724 blev Agrippina sat op i Napoli, Hamborg og Wien, selvom Händel efter den første række forestillinger ikke selv gjorde noget for at få operaen genopført. Til Napoli-opsætningen havde Francesco Mancini komponeret noget yderligere musik.

### Senere opførelser
Fra sent i det 18. og op igennem det 19. århundrede blev Händels operaer glemt, og ingen af dem blev opført fra 1754 til 1920. Da interessen for Händels operaer imidlertid genopstod i det 20. århundrede, fik Agrippina en række opførelser, der startede med en produktion af Agrippina under dirigenten Richard Kraus i Halle, Händels fødeby. I denne opførelse blev Ottone, en altrolle skrevet for en kvinde, transponeret ned, så den kunne synges af en bas og akkompagneres af engelskhorn, hvilket der ifølge en kritiker havde en katastrofal effekt på balancen i det samlede udtryk. RAI producerede en live-transmission af operaen den 25. oktober 1953, hvilket var første gang Agrippina kunne høres et andet sted end på en operascene. På rollelisten var Magda László i titelrollen og Mario Petri som Claudio; forestillingen blev dirigeret af Antonio Pedrotti.
Operaen blev sat op i 1958 i Leipzig og flere andre steder i Tyskland, inden den fik britisk premiere i Abingdon i Oxfordshire i 1963. I 1983 vendte Agrippina tilbage til Venedig, hvor den blev dirigeret af Christopher Hogwood på Teatro Malibran. I USA blev den opført koncertant den 16. februar 1972 på Academy of Music i Philadelphia, men den første amerikanske sceneopførelse kom først i 1985 med en produktion i Fort Worth i Texas. Samme år kom den til New York, hvor den blev spillet ved en koncert i Alice Tully Hall og beskrevet som en virkelig raritet. Forestillingerne i Fort Worth blev fulgt op af opførelser i Iowa City og Boston. Den såkaldte "Early Music Movement", som arbejder for historisk korrekte opførelser af barokke og tidlige værker, stod bag to større produktioner af Agrippina i 1985 og 1991 i Tyskland, den første i Schwetzingen, den anden ved Internationale Händel-Festspiele Göttingen.

### Nyeste opførelser
I det 21. århundrede er operaen blevet opført flere gange, herunder i en meget moderne iscenesættelse af instruktøren Lilian Gloag på New York State Theater. Produktionen, der blev taget op igen i 2007, blev af en kritiker ved New York Times beskrevet som en ""odd ... presented as broad satire, a Springtime for Hitler version of I, Claudius", selvom der var ros til den musikalske side af sagen. I Storbritannien satte English National Opera (ENO) en engelsksproget iscenesættelse af David McVicar op, som generelt fik god kritik, omend Fiona Maddocks også fandt grund til kritik. Disse nylige opførelser har haft kontratenorer i kastratrollerne, som det var tilfældet på Gardiners indspilning fra 1997.

## Musik

### Stil
Stilistisk set følger Agrippina det musikalske standardmønster i tiden med skiftende recitativer og da capo-arier. Som konventionerne foreskriver det, drives plottet primært fremad i recitativerne, mens en fuldere musikalsk udfoldelse og udforskning af figurernes personer henvises til arier og ensembler, selvom Händel også kunne bryde dette mønster. Med en enkelt undtagelse bruger Händel secco-recitaiver, idet sangen kun ledsages af cembalo og cello. Undtagelsen er Ottones "Otton, qual portentoso fulmine", som han synger, idet han erkender at være blevet frarøvet tronen og forladt af sin elskede Poppea; her bliver han i recitativet akkompagneret af orkestret for at understrege det dramatiske i situationen. Dean og Knapp beskriver dette recitativ og den efterfølgende arie som operaens højdepunkt. Ebenezer Prout, en musikteoretiker fra det 19. århundrede, finder Agrippinas "Non hò che per amarti" særlig ros værdig. Han peger på den række af instrumenter, der bruges med særlig effekt i denne arie og roser Händel for hans varierede orkestrering.
I visse henseender har Agrippina træk, der viser tilbage til en ældre operatradition. Arierne er for størstedelens vedkommende korte, der er kun to ensembler, og i kvartetten og trioen høres stemmerne ikke sammen.

### Personerne
Af hovedrollerne i operaen er det kun Ottone, der ikke er moralsk kompromitteret. Agrippina er en skrupelløs intrigant, Nerone er forkælet og hyklerisk omend ikke helt det monster, han skulle udvikle sig til, Claudio er pompøs, selvtilfreds og noget af en klovn, mens Poppea udover at være en flirt er en løgner. De to frigivne slaver, Pallante og Narciso er selvhævdende og slibrige.
Alle synes dog også at have nogle forsonende træk, og alle udtrykker sig med ægte følelse i en eller flere arier. Situationerne er af og til komiske, men aldrig farceagtige; som Mozart i da Ponte-operaerne undgår Händel at gøre sine personer til grin.
I Agrippina er da capo-arien den form, der bruges til at belyse den enkelte figurs rolle i operaen. Det illustrerer de første fire arier i værket: Nerones "Con raggio", der er skrevet i mol med en nedadgående figur på "Il trono ascenderò" ("Jeg vil bestige tronen"), viser ham som svag og ubeslutsom. Pallantes første arie "La mia sorte fortunata" ("Min lykkelige skæbne") med en hoppende frasering viser ham som en modig, heroisk person, i forhold til rivalen Narciso, hvis indadvendte karakter fremgår af arien "Volo pronto" ("Jeg kommer straks"), som følger umiddelbart efter. Agrippinas indledende arie "L'alma mia" ("Min sjæl") har en pseudo-militær form som et udtryk for hendes magt udadtil, mens den musikalske frasering er et vidnesbyrd om hendes følelsesmæssige tilstand. Poppeas arier er lette og rytmiske, mens Claudios korte kærlighedserklæring "Vieni, o cara" ("Kom, o kære") giver et glimt af hans følelser og betragtes som en af juvelerne i partituret.

### Ironi
Grimanis libretto er fuld af ironi, som Händel også lader komme til udtryk i musikken. Han lader både den umiddelbare betydning, når personerne forsøger at snyde hinanden og den skjulte sandhed komme til udtryk. I Agrippinas arie i første akt lover hun Poppea, at bedrag aldrig skal skæmme deres nye venskab, "Non hò che per amarti" ("Jeg kan kun elske dig"), idet hun også lokker hende til at ødelægge Ottones chancer for at komme på tronen. Händels musik illustrerer hendes bedrag gennem melodien og tonearten, mens et enkelt, markeret rytmisk akkompagnement udtrykker klarhed og åbenhed. I tredje akt er Nerones bekendtgørelse om, at hans lidenskab er slut, og at han ikke længere føler sig bundet af den, i arien "Come nubbe che fugge dal vento" ("Som skygger der flygter for vinde") ledsaget af en bittersød musik, der antyder, at han bedrager sig selv. I Ottones "Coronato il crin" udtrykker den ophidsede musik det modsatte af librettoen. Modstillingen af librettoens udtryk og musikkens følelsesmæssige farve skulle blive en hyppigt genbrugt teknik i Händels senere London-operaer.
Agrippina betragtes som Händels første mesterværk i operagenren; ifølge Winton Dean er der få af hans andre operaer, der byder på så friske musikalske ideer. Grimanis libretto er også blevet rost: The New Penguin Opera Guide beskriver den som en af de bedste, Händel har sat i musik og priser den lethed med hvilken, alle personerne levende tegnes. Som et hele er Agrippina ifølge forskeren John E. Sawyer blandt de mest overbevisende af alle komponistens dramatiske værker.

## Udgaver
Händels originale partitur har overleveret, men sinfonia'en og de første recitativer mangler. Partituret afviger derved betydeligt fra librettoen, hvilket skyldes de ændringer, der blev indført ifm. de første forestillinger. Det partitur, Händel brugte ved opførelserne er gået tabt, men tre tidlige kopier, formentlig fra omkring 1710, findes i Wien; en af disse kan have været en gave fra Grimani til den senere kejser, Karl VI. Disse kopier, der sandsynligvis er baseret på den tabte opførelsesudgave, udviser yderligere forskelle i forhold til originalpartituret.
I ca. 1795 udgav den britiske komponist Samuel Arnold en udgave, der var i overensstemmelse med de tidlige kopier; denne udgave er blevet anset for en rimelig afspejling af de første opførelser, selvom den indeholder fejl og unøjagtigheder. Friedrich Chrysanders udgave fra 1874 følger i nogle henseender Arnolds udgave og ikke i andre. Musikforskeren Anthony Hicks mener, at den er et uheldigt forsøg på at forsone original og libretto. Udgaven er tilgængelig online.
I 1950 udgav Barenreiter Hellmuth Christian Wolffs udgave, der var tilrettelagt for genopførelsen i Halle og særligt bestemt for opførelse med basser i partierne som Ottone og Narciso, selv når de synger, hvad der ellers skulle være alt-partier i det sidste kor. Den giver en tysk tilpasning af recitativerne, udspecificerede sirater for da capo-arierne og adskillige forkortelser. Bb-fugaen G 37 er ouverture til andet akt sammen med anden instrumentalmusik.
Der er endnu ikke kommet et bind med Agrippina i Hallische Händelausgabe.

## Liste over musikalske enheder
Indekset i Chrysanders udgave (se nedenfor) oplister følgende numre udover secco-recitativerne.
1. Sinfonia
| Akt 1 2. "Con saggio tuo consiglio" (Nerone) 3. "La mia sorte fortunata" (Pallante) 4. "Volo pronto e lieto il core" (Narciso) 5. "L'alma mia frà le tempeste" (Agrippina) 6. "Qual piacere a un cor pietoso" (Nerone) 7. "Il tuo figlio/La tua prole" (Kvartet: Nerone, Pallante, Narciso, Agrippina) 8. "Allegrezza! Allegrezza!" (Lesbo) 9. "Tu ben degno sei dell'allor" (Agrippina) 10. "Lusinghiera mia speranza" (Otho) 11. "Vaghe perle, eletti fiori" (Poppea) 12. "È un foco quel d'amore" (Poppea) 13. "Ho un non sò che nel cor" (Agrippina) 14. "Fà quanto vuoi, gli schemi tuoi" (Poppea) 15. "Pur ritorno a rimirarvi" (Claudio) 16. "Vieni, oh cara" (Claudio) 17. "E quando mai" (Trio: Poppea, Claudio, Lesbo) 18. "Non hò cor che per amarti" (Agrippina) 19. "Se giunge un dispetto" (Poppea) | Akt 2 20. "Coronato il crin d'alloro" (Ottone) 21. "Di timpani e trombe" (Agrippina, Nerone og Poppea) 22. "Cade il mondo soggiogato" (Claudio) 23. "Nulla sperar da me" (Agrippina) 24. "Tuo ben è l'trono" (Poppea) 25. "Sotto il lauro ch'hai sul crine" (Nerone) 26. Accompagnato: "Otton, qual portentoso fulmine è questo?" (Ottone) 27. "Voi che udite il mio lamento" (Ottone) 28. "Bella pur nel mio diletto" (Poppea) 29. "Vaghe fonti, che mormorando" (Ottone) 30. "Ti vo' giusta e non pietosa" (Ottone) 31. "Ingannata una sol volta" (Poppea) (I librettoen: "Pur punir chi m'ha ingannata") 32. "Col peso del tuo amor" (Poppea) 33. "Quando invita la donna l'amante" (Nerone) 34. "Pensieri, voi mi tormentate" (Agrippina) 35. "Col raggio placido della speranza" (Pallante) 36. "Spererò, poichè mel dice" (Narciso) 37. "Basta che sol tu chieda" (Claudio) (I librettoen: "Vagheggiar de tuoi bei lumi") 38. "Ogni vento ch'al porto la spinga" (Agrippina) | Akt 3 39. "Tacerò pur che fedele" (Ottone) (I librettoen: "Chi ben ama" (Poppea) 40. "Coll' ardor del tuo bel core" (Nerone) (I librettoen: "Esci O mia vita" (Poppea)) 41. "Io di Roma il Giove sono" (Claudio) 42. "Pur ch'io ti stringa al sen" (I librettoen: "No, no, ch'io non apprezzo") (Ottone) 43. "Bel piacere e godere fido amor" (I librettoen: "Sì, sì ch'il mio diletto")(Poppea) 44. "Come nube che fugge dal vento" (Nerone) 45. "Se vuoi pace" (Agrippina) 46. "Lieto il Tebro increspi l'onda" (Agrippina, Nerone og Poppea) 47. "V'accendano le tede i raggi delle stelle" (Juno) |

## Indspilninger
| År   | Besætning Claudio, Agrippina, Nerone, Poppea, Ottone                                              | Dirigent og orkester                                                      | Pladeselskab                                                                    |
| ---- | ------------------------------------------------------------------------------------------------- | ------------------------------------------------------------------------- | ------------------------------------------------------------------------------- |
| 1992 | Lisa Saffer, Capella Savaria, Sally Bradshaw, Wendy Hill, Drew Minter                             | Nicholas McGegan, Capella Savaria                                         | 3 CD'er: Harmonia Mundi, Katalognummer: 907063/5                                |
| 1997 | Alastair Miles, Della Jones, Derek Lee Ragin, Donna Brown, Michael Chance                         | John Eliot Gardiner, English Baroque Soloists                             | 3 CD'er: Philips, Katalognummer: 438 009-2 Opførelse fra 1991                   |
| 2000 | Gunther Von Kannen, Margarita Zimmerman, Martine Dupey, Carmen Balthrop Bernadette Manca di Nissa | Christopher Hogwood, Orchestra Giovanile del Veneto "Pedrollo" di Vicenza | 3 CD'er: Mondo Musica, Katalognummer: MFOH 10810 Opførelse fra 1983             |
| 2004 | Nigel Smith, Véronique Gens, Philippe Jaroussky, Ingrid Perruche, Thierry Gregoire                | Jean-Claude Malgoire, La Grande Ecurie et la Chambre du Roy               | 3 CD'er: Dynamic, Katalognummer: CDS431 2 DVD'er: Dynamic, Katalognummer: 33431 |